# 780
| [ Edytuj tabelę ]          |                                                  |
| Król Asturii               | - 774 Silo 783                                   |
| Cesarz Bizancjum           | - 775 Leon IV Chazar 780 - 780 Konstantyn VI 797 |
| Chan Bułgarii              | - 777 Kardam 803                                 |
| Cesarz Chin                | - 780 Tang Dezong 805                            |
| Król Essexu                | - 758 Sigeric 798                                |
| Król Franków               | - 768 Karol Wielki 814                           |
| Cesarz Japonii             | - 770 Kōnin 781                                  |
| Kalif                      | - 775 Al-Mahdi 785                               |
| Patriarcha Konstantynopola | - 766 Nicetas I 780 - 780 Paweł IV 784           |
| Król Mercji                | - 757 Offa 796                                   |
| Król Nortumbrii            | - 779 Elfwald I 788                              |
| Papież                     | - 772 Hadrian I 795                              |
| Doża Wenecji               | - 764 Maurizio Galbaio 787                       |
| Król Wessexu               | - 757 Cynewulf 786                               |

Rok 780 / DCCLXXX
stulecia: VII wiek ~
VIII wiek ~
IX wiek

lata: 770 «
775 «
776 «
777 «
778 «
779 «
780
» 781
» 782
» 783
» 784
» 785
» 790

## Urodzili się
- Guifeng Zongmi – chiński mistrz chan ze szkoły heze, 5 patriarcha szkoły huayan (zm. 841)
- Muzhou Daoming – chiński mistrz chan ze szkoły hongzhou (zm. 877)

## Zmarli
- 8 września – Leon IV Chazar, cesarz Bizancjum (ur. ok. 750)